# Enicurus borneensis
El torrentero de Borneo (Enicurus borneensis) es una especie de ave paseriforme de la familia Muscicapidae endémica de Borneo. Anteriormente se consideraba una subespecie de Enicurus leschenaulti.

## Distribución geográfica y hábitat
Es endémica de las selvas montanas de la isla de Borneo. Habita junto a los arroyos.

## Estado de conservación
Se encuentra ligeramente amenazada por la pérdida de su hábitat natural.